# Эль-Каркури, Талаль
Талаль Эль Каркури (англ. Talal El Karkouri; 8 июля 1976, Касабланка) — марокканский футболист. Выступал за сборную Марокко. Сейчас начал карьеру тренера.

## Карьера

### Клубная
Начал профессиональную карьеру в марокканском клубе «Раджа Касабланка». В 2004 году его обнаружили скауты французского «Пари Сен-Жермен». С парижанами Талаль играл в Кубке УЕФА и Лиге чемпионов, но после неудачной попытки занять место в основном составе был отправлен в аренду в греческий «Арис», а потом — в английский «Сандерленд». Летом 2004 года он был куплен «Чарльтон Атлетик» за 1 млн фунтов.
За сборную Марокко Эль Каркури сыграл 53 матча и забил 1 гол. Он был частью марокканской команды, занявшей второе место на Кубке африканских наций.
В дебютном сезоне за «Чарльтон Атлетик» он забил 5 мячей, в том числе один — в ворота «Арсенала».
30 декабря 2006 года Эль Каркури получил жёлтую карточку от арбитра Роба Стили за симуляцию в эпизоде с защитником «Астон Виллы» Улофом Мельбергом. За такие же действия он был обвинен 9 апреля 2007 года, ещё раз — с участием нападающего Лероя Лита.
10 июня 2007 года Эль Каркури подписал двухлетний контракт с клубом «Катар СК».
29 января 2008 года он объявил о завершении карьеры в сборной. Однако вернулся и 28 марта 2009 года сыграл отборочный матч Чемпионата мира-2010 против сборной Габона.
В августе 2011 года, после четырёх лет в «Катар СК», Талаль подписал однолетний контракт с катарским клубом «Умм Салаль».
25 мая 2012 года Эль Каркури объявил о завершении карьеры.